# Curtil-sous-Buffières
Curtil-sous-Buffières is een gemeente in het Franse departement Saône-et-Loire (regio Bourgogne-Franche-Comté) en telt 73 inwoners (2009). De plaats maakt deel uit van het arrondissement Mâcon.

## Geografie
De oppervlakte van Curtil-sous-Buffières bedraagt 5,2 km², de bevolkingsdichtheid is dus 14 inwoners per km².
De onderstaande kaart toont de ligging van Curtil-sous-Buffières met de belangrijkste infrastructuur en aangrenzende gemeenten.

## Demografie
Onderstaande figuur toont het verloop van het inwonertal (bron: INSEE-tellingen).